# Shongopovi
Shongopovi (hopi Songòopavi) és una concentració de població designada pel cens dels Estats Units a l'estat d'Arizona. Segons el cens del 2000 tenia 632 habitants.

## Demografia
Segons el cens del 2000, Shongopovi tenia 632 habitants, 163 habitatges, i 134 famílies La densitat de població era de 144,4 habitants/km². La distribució per races era 98,10%  amerindis i 1,42% blancs. Els  hispànics de qualsevol raça eren el 0,47% de la població.
Dels 163 habitatges en un 41,7% hi vivien nens de menys de 18 anys, en un 35% hi vivien parelles casades, en un 41,1% dones solteres, i en un 17,2% no eren unitats familiars. En el 16,6% dels habitatges hi vivien persones soles el 6,1% de les quals corresponia a persones de 65 anys o més que vivien soles. El nombre mitjà de persones vivint en cada habitatge era de 3,88 i el nombre mitjà de persones que vivien en cada família era de 4,27.
Per edats la població es repartia de la següent manera: un 38,4% tenia menys de 18 anys, un 8,2% entre 18 i 24, un 25,8% entre 25 i 44, un 17,6% de 45 a 60 i un 10% 65 anys o més.
L'edat mediana era de 28 anys. Per cada 100 dones de 18 o més anys hi havia 80,1 homes.
La renda mediana per habitatge era de 13.000 $ i la renda mediana per família de 12.159 $. Els homes tenien una renda mediana de 29.306 $ mentre que les dones 24.643 $. La renda per capita de la població era de 5.813 $. Aproximadament el 51,1% de les famílies i el 55,2% de la població estaven per davall del llindar de pobresa.

## Poblacions més properes
El següent diagrama mostra les poblacions més properes.